# Sitobion salviae
Sitobion salviae är en insektsart. Sitobion salviae ingår i släktet Sitobion och familjen långrörsbladlöss. Inga underarter finns listade i Catalogue of Life.